# 韓宜邦
韓宜邦（1981年2月25日—），藝名Junior，臺灣節目主持人、演員，畢業於中華大學營建工程學系。曾與黃鴻升及林埈永組成歌唱組合丸子，但只發行了一張專輯《關東煮》便告解散。近年以戲劇作品為主，2014年以《雨後驕陽》入圍第49屆金鐘戲劇節目男主角獎。

## 音樂作品

### 專輯
- 2003年10月14日 丸子 《關東煮》

### 合輯
- 2003年6月 《畢業幹什麼》
  - 收錄：你給我記住（與黃鴻升、綠茶、錦繡二重唱、趙之璧、許安安、蔡裴琳合唱）

### 原聲帶
- 2004年 《愛情合約 電視原聲帶》
  - 收錄：Shinning（丸子）
- 2004年 《香草戀人館 電視原聲帶》
  - 收錄：Perfect的完結（丸子）
- 2004年 《夢遊夏威夷 電影原聲帶》
  - 收錄：上流速力霸（丸子）、來去夏威夷（丸子）

## 電視劇
| 首播   | 電視台         | 劇名                            | 角色            |
| ------ | -------------- | ------------------------------- | --------------- |
| 2003年 | 華視           | U-Touch 4號宿舍                 | 韓邦            |
| 2003年 | 華視           | 愛上總經理                      | 阿班            |
| 2003年 | 東風衛視       | 搞個自由式                      | Psycho          |
| 2005年 | 公視           | 偵探物語                        |                 |
| 2005年 | 公視           | 田納西·華爾滋                   | 蔡小P           |
| 2006年 | 衛視中文台     | 驚異傳奇                        | 小葉            |
| 2008年 | 三立都會台     | 無敵珊寶妹                      | 造型師          |
| 2008年 | 公視           | 天平上的馬爾濟斯                | 羅佑平          |
| 2009年 | 三立都會台     | 敗犬女王                        | Edison          |
| 2010年 | 中視           | 藍海1加1                        | 康維傑          |
| 2010年 | 中視           | 女王不下班                      | Richard         |
| 2011年 | 三立都會台     | 勇士們                          | 張竟            |
| 2011年 | 壹電視         | 真的漢子                        | 海東健          |
| 2011年 | 中視           | 門當父不對                      | 阿豪            |
| 2011年 | 台視           | 田英雄                          | 張漢            |
| 2012年 | 大愛電視台     | 幸福尋寶站                      | 蔡武玹          |
| 2012年 | 台視           | 女人花                          | 杜可風          |
| 2012年 | 三立都會台     | 我們發財了                      | 王亦德          |
| 2013年 | 大愛電視台     | 管爸的照相機                    | 吳少榮          |
| 2013年 | 大愛電視台     | 築夢的人                        | 謝金鴻          |
| 2013年 | 民視           | 廉政英雄-第17单元：店長的招牌菜 | 邱信守          |
| 2014年 | 民視           | 真愛配方                        | 韓組長          |
| 2014年 | 台視           | 雨後驕陽                        | 黃榮燦          |
| 2014年 | 大愛電視台     | 指尖的溫暖                      | 陳金城          |
| 2014年 | 三立都會台     | 媽咪的男朋友                    | 方鎮東          |
| 2015年 | 台視           | 春梅                            | 林俊彥 並木俊男 |
| 2015年 | 大愛電視台     | 永不放棄                        | 李文倚          |
| 2016年 | 大愛電視台     | 畫渡人                          | 陳宇昱          |
| 2016年 | 三立台灣台     | 白鷺鷥的願望                    | 劉建中          |
| 2016年 | 華視           | 海海人生                        | 孫正彬          |
| 2016年 | 民視           | 新娘嫁到                        | 吳家豪          |
| 2017年 | 大愛電視台     | 愛上ㄆㄤˋ滋味                   | 方漢武          |
| 2017年 | 大愛電視台     | 車站人生                        | 溫老師          |
| 2018年 | 大愛電視台     | 阿英的成長日記                  | 林宜龍          |
| 2018年 | 民視           | 大時代                          | 李志開 林志開   |
| 2018年 | 台視           | 人際關係事務所                  | 江大飛          |
| 2018年 | 大愛電視台     | 超完美任務                      | 吳振國          |
| 2018年 | 大愛電視台     | 同學，早安！                    | 陳世淵          |
| 2019年 | 客家電視台     | 四分之3                         | 曾泰源          |
| 2020年 | 三立台灣台     | 炮仔聲                          | 陳建弘          |
| 2020年 | 公視           | 妖怪人間                        | 賴思凡 碧龍     |
| 2020年 | 三立台灣台     | 天之驕女                        | 趙尚豪 王尚豪   |
| 2021年 | 大愛電視台     | 飄洋過海來愛你                  | 簡志宗          |
| 2022年 | 台視           | 美麗人生                        | 楊立言          |
| 2023年 | 中視           | 開創者                          | 鞏志豪          |
| 2023年 | 三立台灣台     | 天道                            | 江超強          |
| 2024年 | 三立台灣台     | 願望                            | 黃育生          |
| 2025年 | 東森戲劇台     | 歡迎光臨二代咖啡                | 小健爸          |
| 2025年 | 三立台灣台     | 百味人生                        |                 |
| 2025年 | 華視           | 幸運靈書FB54                    |                 |
| 2025年 | 回憶暫存事務所 |                                 |                 |

### 單元劇
- 2015年：莒光園地《保防單元劇—深墜》飾 汪明清（少校）
- 2016年：莒光園地《軍紀單元劇—安心》飾 李天榮（中校）
- 2020年：莒光園地《軍紀單元劇—甜蜜炸彈》飾 李長賦（上士）
- 2020年：莒光園地《軍紀單元劇—情同手足》飾 李長賦（上士）
- 2022年：莒光園地《權保教育單元劇—比照辦理》飾 邱正華（少校）
- 2023年：莒光園地《軍紀單元劇—翻本》飾 洪威凱（士官長）
- 2023年：莒光園地《軍紀單元劇—瓜田李下》飾 洪威凱（士官長）

## 電影
| 首映年份 | 片名               | 飾演角色 | 導演   |
| -------- | ------------------ | -------- | ------ |
| 2004年   | 狂放               |          |        |
| 2005年   | 噪音天堂           |          |        |
|          | 結                 |          |        |
|          | 野獸               |          |        |
|          | 霹靂神探           |          |        |
|          | 刺激人生           |          |        |
| 2017年   | 魚腸劍             | 張貴生   | 王毓雅 |
| 2017年   | 吃吃的愛           | 導演     | 蔡康永 |
| 2019年   | 魚躍龍門           | 余才得   | 洪子鵬 |
| 2021年   | 木蘭特工之彌勒歸來 |          | 王毓雅 |

### 短片
- 2020年 《弒愛》飾
- 2023年《交叉路口》未婚夫

## 音樂錄影帶
- 1997 楊乃文『明天』
- 2002 許慧欣『忽然很想你』
- 2002 品冠『他值得』
- 2004 林冠吟『火星』
- 2004 杜德偉『愛不滅』
- 2006 童童『藍圖』、『HONEY BABY』，『都是你不好』，『時光』
- 2015 李翊君『忘不了愛過的我』

## 主持節目
- 《生存巴士》
- 《娛樂OH MY GOD》
- 《狂野美西 第一季》[2]
- 民視《看不見的Ｖ世界》

## 獎項紀錄
| 年份   | 頒獎典禮     | 獎項             | 作品         | 結果 |
| ------ | ------------ | ---------------- | ------------ | ---- |
| 2014年 | 第49屆金鐘獎 | 戲劇節目男主角獎 | 《雨後驕陽》 | 提名 |

## 外部連結
- Junior 韓宜邦的Facebook專頁
- Junior Harn的Instagram帳戶
- 韓宜邦 Junior Club . 後援會的Instagram帳戶
- Junior的新浪微博
- 韓宜邦在香港影庫上的簡介